# Verticordia rennieana
Verticordia rennieana là một loài thực vật có hoa trong Họ Đào kim nương. Loài này được F.Muell. & Tate miêu tả khoa học đầu tiên năm 1895.